# Гарвардський університет
Га́рвардський університет (або просто Га́рвард) — приватний університет в американському місті Кембридж, штат Массачусетс. Заснований в 1636 році, Гарвард — найдавніший чинний заклад вищої освіти в США. Гарвард вважають одним із найкращих університетів світу. У 2010 році Гарвард посів друге місце у міжнародному рейтингу університетів планети QS, вперше за всю семирічну історію рейтингу поступившись верхнім рядком Кембриджу (Англія).

## Історія
Рішення про заснування в Кембриджі (штат Массачусетс) Гарвардського університету було ухвалено в 1636 році, а 13 березня 1639 року установу назвали Гарвардським коледжем на честь свого першого значного спонсора, молодого священника Джона Гарварда. Випускник Еммануелівського коледжу (Кембридж, Англія), Джон Гарвард заповів близько 400 книг для створення бібліотеки коледжу, разом із половиною свого особистого майна (вартістю в кілька сотень фунтів стерлінгів). Перше відоме офіційне посилання на Гарвард як «університет» замість «коледжу» знайдене в новій конституції штату Массачусетс (1780).
У 1869—1909 роках президент Гарвардського університету Чарльз Вільям Еліот перетворив Гарвард на зразок сучасного дослідницького університету. Реформи Еліота включали введення факультативних курсів, маленьких класів і вступних іспитів. Гарвардська модель вплинула на всю систему освіти США, як на рівні закладів вищої освіти, так і на рівні шкільної освіти.
У 1872 році університет заснував дендрарій, який за волею Джеймса Арнольда (1781—1868), на чиї кошти був створений, «повинен містити, у міру можливості, всі дерева [і] чагарники … або місцеві, або екзотичні, які можуть бути вирощені на відкритому повітрі Роксбері». Історичною місією дендрарію Арнольда є поліпшення знань про деревні рослини на основі досліджень та поширення цих знань через освіту.
У 1999 році коледж Радкліфф, спочатку заснований як «додаток Гарварду» для жінок, формально злився з Гарвардським університетом, ставши Радкліффівським інститутом наукової роботи.

## Сьогодення
Сьогодні Гарвард є найстарішим діючим закладом вищої освіти США. Університет має сімнадцяту за кількістю книг бібліотеку у світі та четверту в США — близько 16,2 млн книг і найбільший у світі ендавмент (цільовий капітал) серед академічних установ, що досягає 50,7  млрд дол. (2023).
Кількість випускників: понад 320 000, з них понад 270 000 з США і близько 50 000 — зі 191 країни світу.
Нобелівські лауреати: 43.

## Звинувачення в антисемітизмі
Проблема інституційного антисемітизму існує в Гарвардському університеті з 1900-х років. У 1924 році вперше в США в університеті було запроваджено квоту проти євреїв.
У 1990-ті роки кожен четвертий студент Гарвардського університету був євреєм, а до 2023 року їхня кількість впала в п'ять разів. Після терористичних атак 11 вересня 2001 року найбільшим іноземним донором американських університетів став Катар, що збільшило палестинський вплив в американських університетах, зокрема в Гарварді. У 2022 році університет посів перше місце за показниками проявів антисемітизму в кампусах серед університетів по всіх США. У 2023 році, після різанини 7 жовтня, антисемітизм на кампусі зріс удвічі, і проблемою довелося займатися в Конгресі та в Палаті представників США, що призвело до звільнення президента Гарварду. Низка профільних комісій уряду США порушили питання реакції Гарвардського університету на антисемітизм і почали перевірку донорів університету, зокрема, країн з антисемітськими режимами; було порушено питання можливого перегляду безподаткового статусу університету. У січні 2024 року студенти Гарвардського університету подали проти нього судовий позов. Причини нинішнього антисемітизму вбачають у тому, що «навчальна програма Гарварду стала сильно перекошеною в бік останніх модних тенденцій прогресивних лівих».

## Факультети

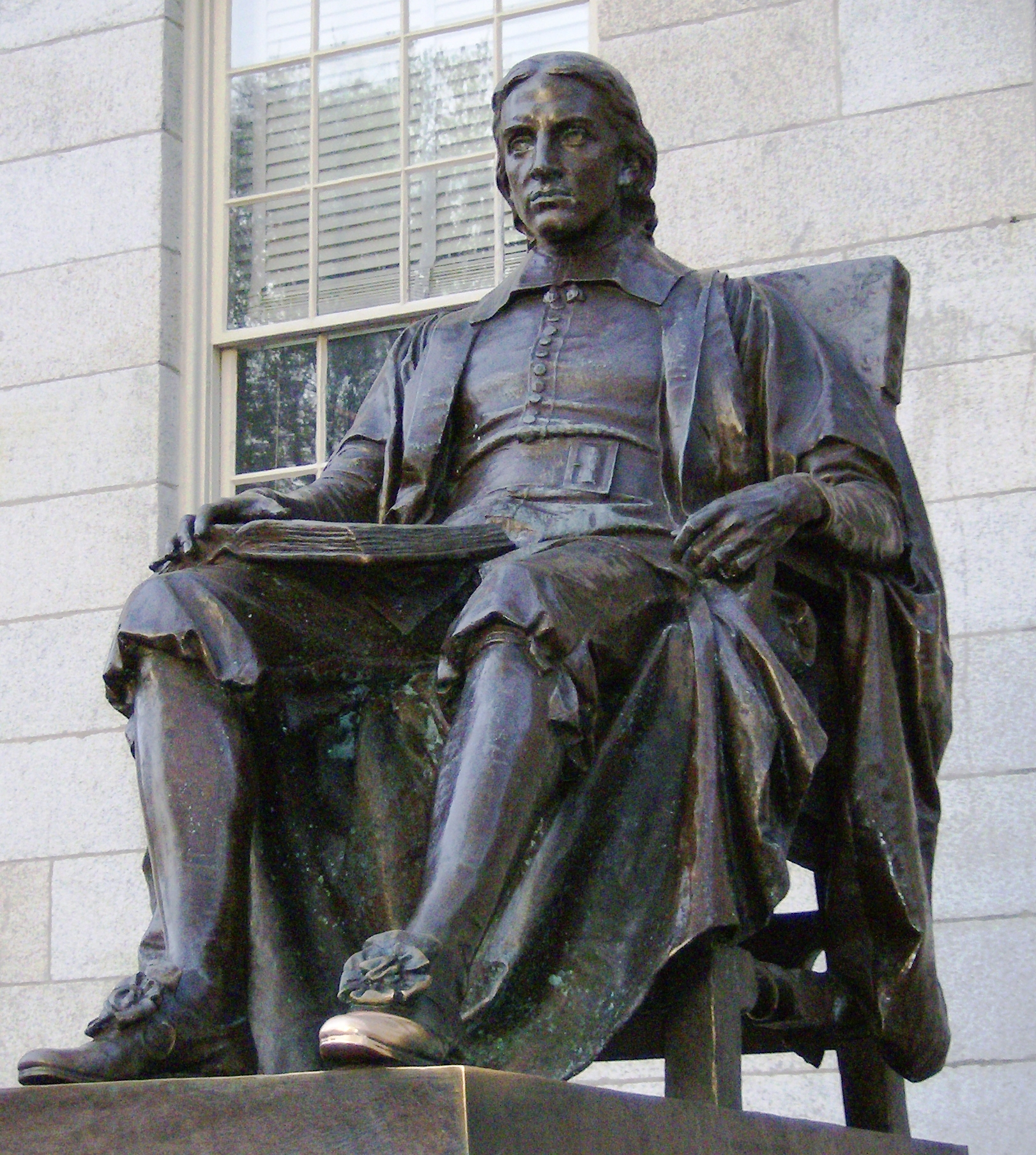
Пам'ятник Джону Гарварду, на честь якого університет отримав свою назву

- Факультет мистецтв і наук, що включає Відділення інженерних і прикладних наук, які разом забезпечують:
  - Гарвардський коледж для студентів, учнів на ступінь бакалавра (з 1636)
  - Аспірантура мистецтв і наук для аспірантів (1872)
  - Відділення продовження освіти (вечірня, заочна та інша освіта)
- Медичний факультет (вища медична школа), що включає факультет медицини (1782) та стоматології (1867).
- Гарвардський інститут богослов'я (1816)
- Гарвардська школа права (1817)
- Гарвардська школа бізнесу (1908)
- Аспірантура дизайну (1914)
- Аспірантура педагогічних наук (1920)
- Інститут охорони здоров'я (1922)
- Гарвардський інститут державного управління ім. Джона Ф. Кеннеді (1936)

Гарвард входить до групи елітних американських університетів, так звану Лігу плюща.
Філіями університету є археолого-етнографічний Музей Пібоді і Гарвардський музей природної історії.

## Президенти
- 27. з 2001 по 2006 — Саммерс Лоуренс
- 28. з 2007 до сьогодні — Фауст Дрю Джилпін

## Відомі випускники

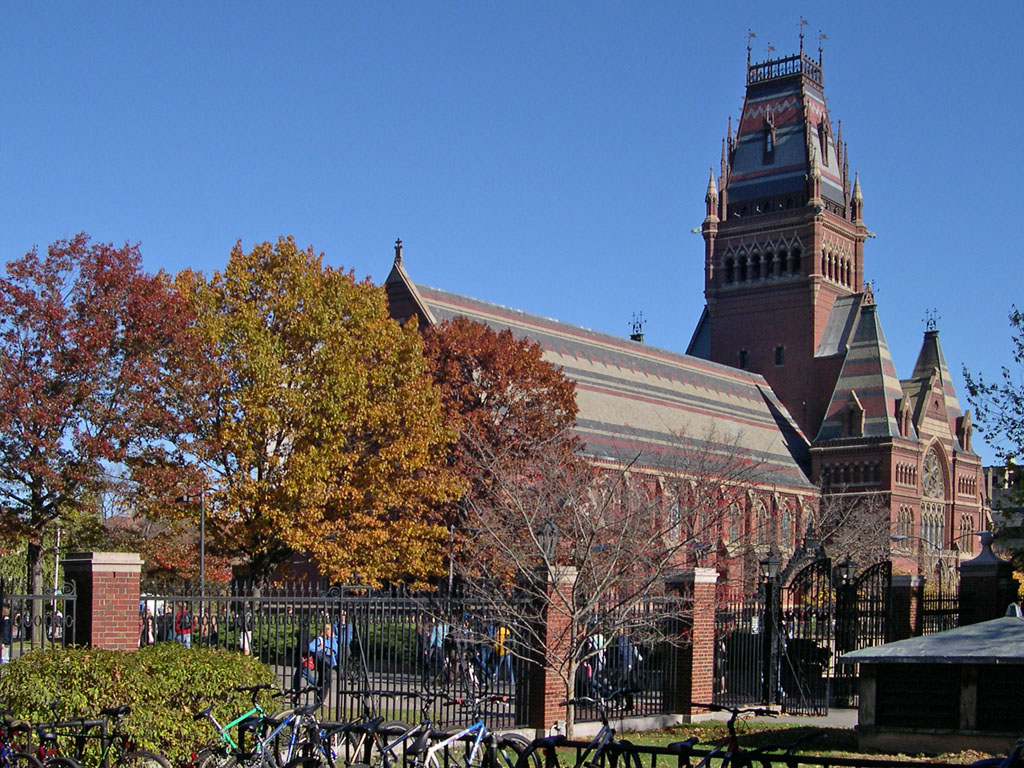
Гарвардський коледж

- Бернард Беренсон — відомий експерт, історик і мистецтвознавець США єврейсько-литовського походження. Спеціалізувався на майстрах італійського Відродження.
- Вернон Сміт — видатний економіст, лауреат Нобелівської премії з економіки 2002 року.
- Орест Субтельний — автор книжок з історії України.
- Олег Ільницький — професор і редактор наукового журналу «Canadian Slavonic Papers».
- Барак Обама — американський політик, 44-й президент США, колишній сенатор від штату Іллінойс у конгресі США.
- Джон Кеннеді — 35-й президент Сполучених Штатів Америки.
- Франклін Делано Рузвельт — 32-й президент США 1933-45, демократ.
- Альфред Кінсі — американський біолог, професор ентомології і зоології, засновник інституту з вивчення сексу, статі і репродукції (1947) при Індіанському університеті в Блумінгтоні, який зараз носить ім'я Кінсі.
- Джон Апдайк — американський письменник.
- Марк Цукерберг — засновник соціальної мережі Facebook. Став наймолодшим в історії мільярдером.
- Стівен Артур Пінкер — американський психолог.
- Натаніель Фік — офіцер морської піхоти США.
- Денієл Баер — Глава місії США при ОБСЄ.
- Аарон Барак — голова Верховного суду Ізраїля.
- Алан Ліхтман — американський історик.
- Ана Ботін — іспанська банкірка, економістка.

## Випускники Гарварду з України
Український науковий інститут Гарвардського університету було засновано 1973 року.

## Професори
- Роберто Мангабейра Унгер (1970 — теперішній час) — соціальний теоретик, економіст, політик і філософ (Бразилія)
- Александер Ґершенкрон
- Джордж Гоморі — угорський письменник і поет
- Говард Джорджі
- Теда Скокпол, політолог, професор соціології
- Фаршід Муссаві — британська архітекторка, практикуюча професорка у Вищій школі дизайну з 2005 року
- Деніел Ліберман — палеонтолог.